# Tennishall

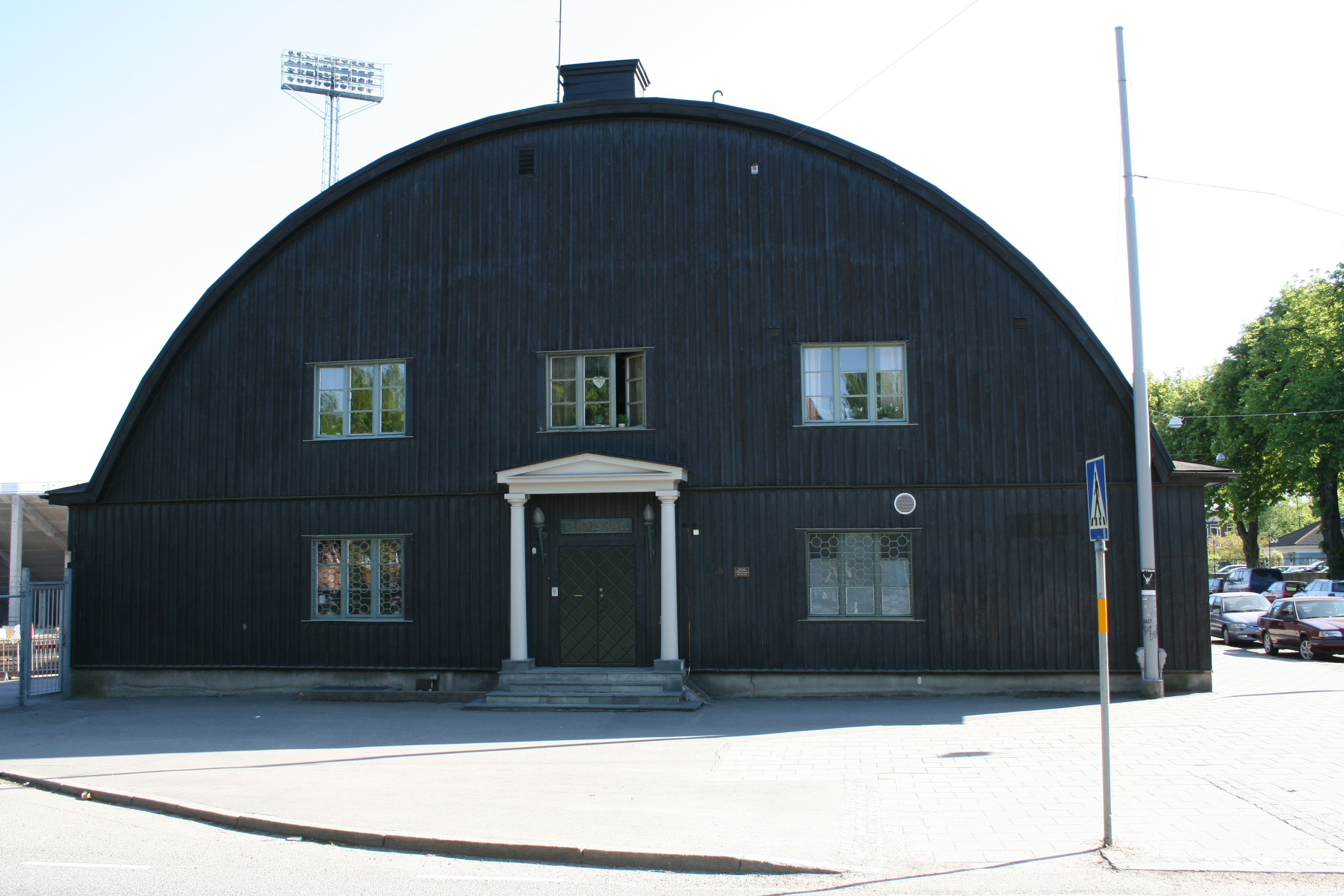
Norrköpings tennishall vid Södra Promenaden i Norrköping

Tennishall är en hall där man spelar tennis inomhus. Tennishallar är oftast formade som en halv cylinder som ligger ner. Det kan finnas en eller flera tennisbanor i denna. Paris Masters är en turnering som spelas inomhus i tennishallar.